# Peroryctes broadbenti
Peroryctes broadbenti, conhecido como bandicoot-gigante(a), é uma espécie de marsupial da família Peramelidae, endêmica de Papua-Nova Guiné. Pode ser encontrado na área de Port Moresby e da Baía de Collingwood.